# 约亨·皮奇
约亨·皮奇（德語：Jochen Pietzsch，1963年12月1日—），德国前男子雪橇运动员。他曾代表东德参加1984年和1988年冬季奥林匹克运动会雪橇比赛，共获得一枚金牌和一枚铜牌。